# 香港ラマ島船衝突事故

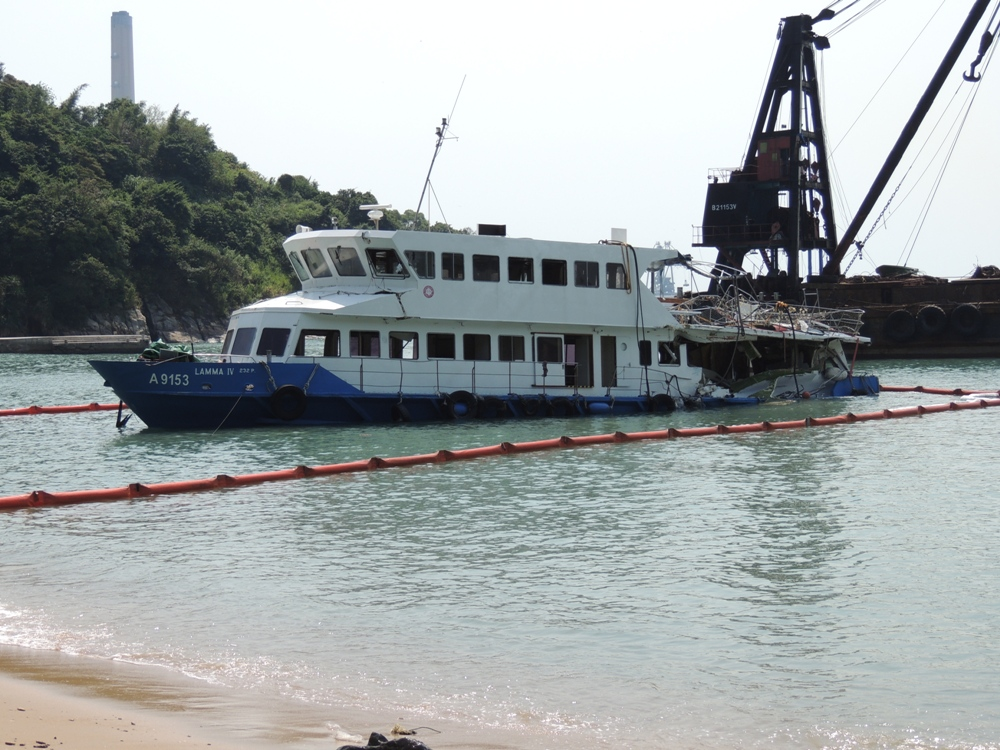
事故後ラマ島海岸に泊まった“南丫四号”

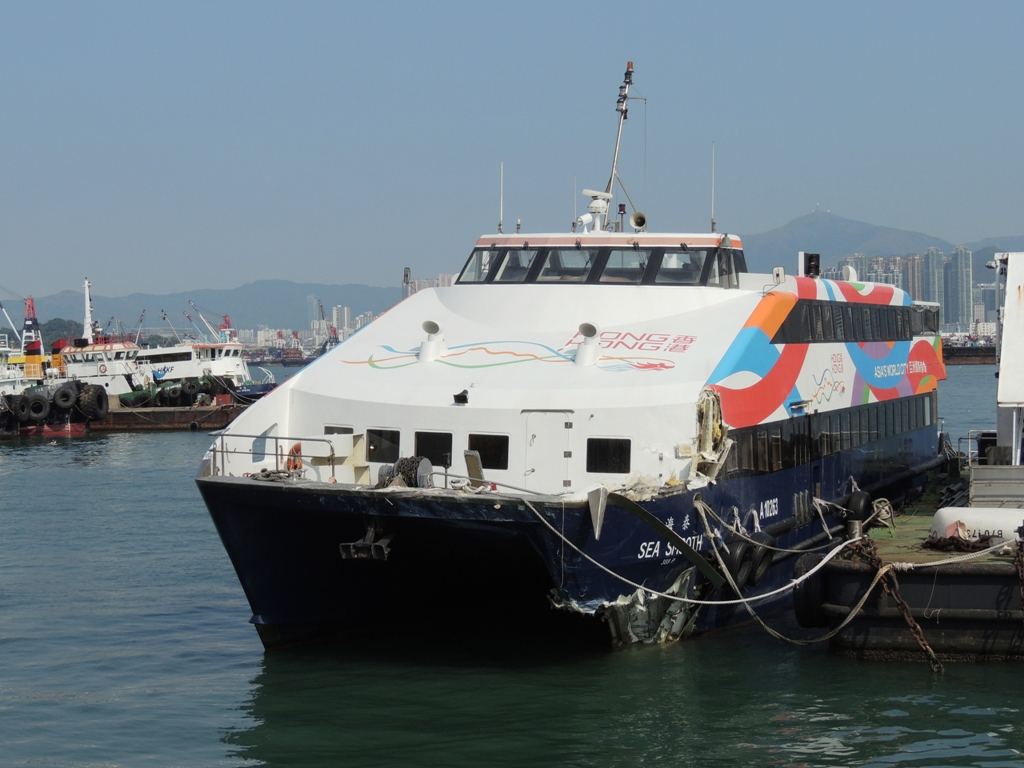
“海泰号”

香港ラマ島船衝突事故（ホンコンラマとうせんしょうとつじこ）は、2012年10月1日午後8時半頃（香港時間）に香港の南西にあるラマ島の近くの海上で発生した船衝突事故である。これが香港返還以降で最も重大な海上事故であり、1996年嘉利大廈火災以来最悪の死亡事故である。

## 事故概要
事故が発生した日は中華人民共和国の国慶節（建国記念日）であった。当日、地元電力会社の香港電灯の船（名前“南丫四号”）には124人の社員や家族が乗って、ラマ島の施設を見学後、香港島沖のビクトリア湾に花火を観賞に行った。その途中で港九小輪控股が経営する中環からラマ島へ行った渡し船（名前“海泰号”）と衝突。香港電灯の船が沈没し、124人全員が海に落ちた。渡し船は沈没せず、相手の船を無視し、ラマ島埠頭に戻った。

## 救援活動
101人が負傷し、病院に運ばれた。香港政府は、近くの広東省からも救助を求めたのが、地元の人力と資源が既に十分だと判断され、中国大陸からの救援船は救援に調配されなかった。現時点まで、13人が在院し、39人が死亡した。

## 反応
- 中華人民共和国国家主席胡錦涛、国務院総理温家宝、国家副主席習近平：事故被害者の家族と負傷者を親切に慰問し、香港特別行政区政府に事故を処理するように指示した[12]。

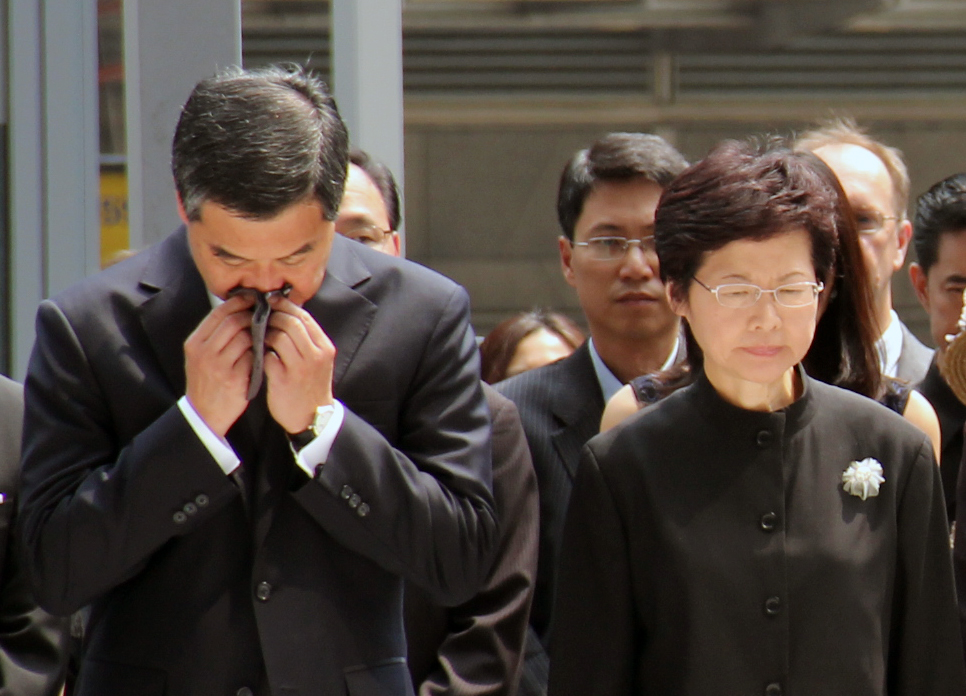
香港行政長官梁振英（左）と香港政務司司長林鄭月娥などの政府官員が黙祷式に参加した

- 香港行政長官梁振英：緊急事故協調グループを組み，クイーン・マリー病院に負傷者を見舞った。事故が厳しい海上事故だったと言った。できるだけ行方不明の人を捜索し、事故の原因を調べていた。10月4日から10月7日まで全港哀悼の日を行い、半旗が決まった[13]。
- 中央政府駐香港連絡弁公室副主任李剛：クイーン・マリー病院に負傷者を見舞い、広東省政府に大型船を派出することを求めた[14]それで、船4隻が派出され、現場で捜索した。[15]。
- 香港電灯の親会社、長江実業主席李嘉誠及び副主席李沢鉅：クイーン・マリー病院に負傷者を見舞った。事故に悲しく感じ、被害された社員を助け、被害者の家族に20万香港ドルの慰問金を与えることになった[16][17]。

## 逮捕
香港警察によると、乗客の安全を守らなかったとして、双方の船の船長と乗組員7人が逮捕された。